# Virginie Fouquet
Virginie Fouquet (née le 9 septembre 1975 à Lille) est une athlète française, spécialiste des courses de demi-fond.

## Biographie
Elle remporte trois titres de championne de France du 800 mètres : deux en plein air en 2001 et 2003, et un en salle en 1998. En 2004, elle devient championne de France en salle du 400 mètres.

### Palmarès
- Championnats de France d'athlétisme :
  - vainqueur du 800 m en 2001 et 2003
- Championnats de France d'athlétisme en salle :
  - vainqueur du 400 m en 2004
  - vainqueur du 800 m en 1998

### Records
| Épreuve | Performance   | Lieu   | Date            |
| ------- | ------------- | ------ | --------------- |
| 800 m   | 1 min 59 s 78 | Monaco | 19 juillet 2002 |